# Ulica kneza Koclja, Maribor
Ulico kneza Koclja najdemo v južnem delu Maribora na Lentu.
Leta 1886 so novo ulico od Kopališke ulice (Svetozarevska ulica) do železniškega nasipa poimenovali Nagy Gasse
 - po častnem županu Alexandru Nagyju. Knez Kocelj je bil slovanski knez v Spodnji Panoniji. Bil je sin moravskega kneza Pribine iz Nitre, ki se je okoli 833 pred Mojmirom umaknil k Frankom in bil s sinom Kocljem krščen v Traismauerju. Knez Kocelj je bil zadnjič omenjen leta 874.